# Mystery Science Theater 3000

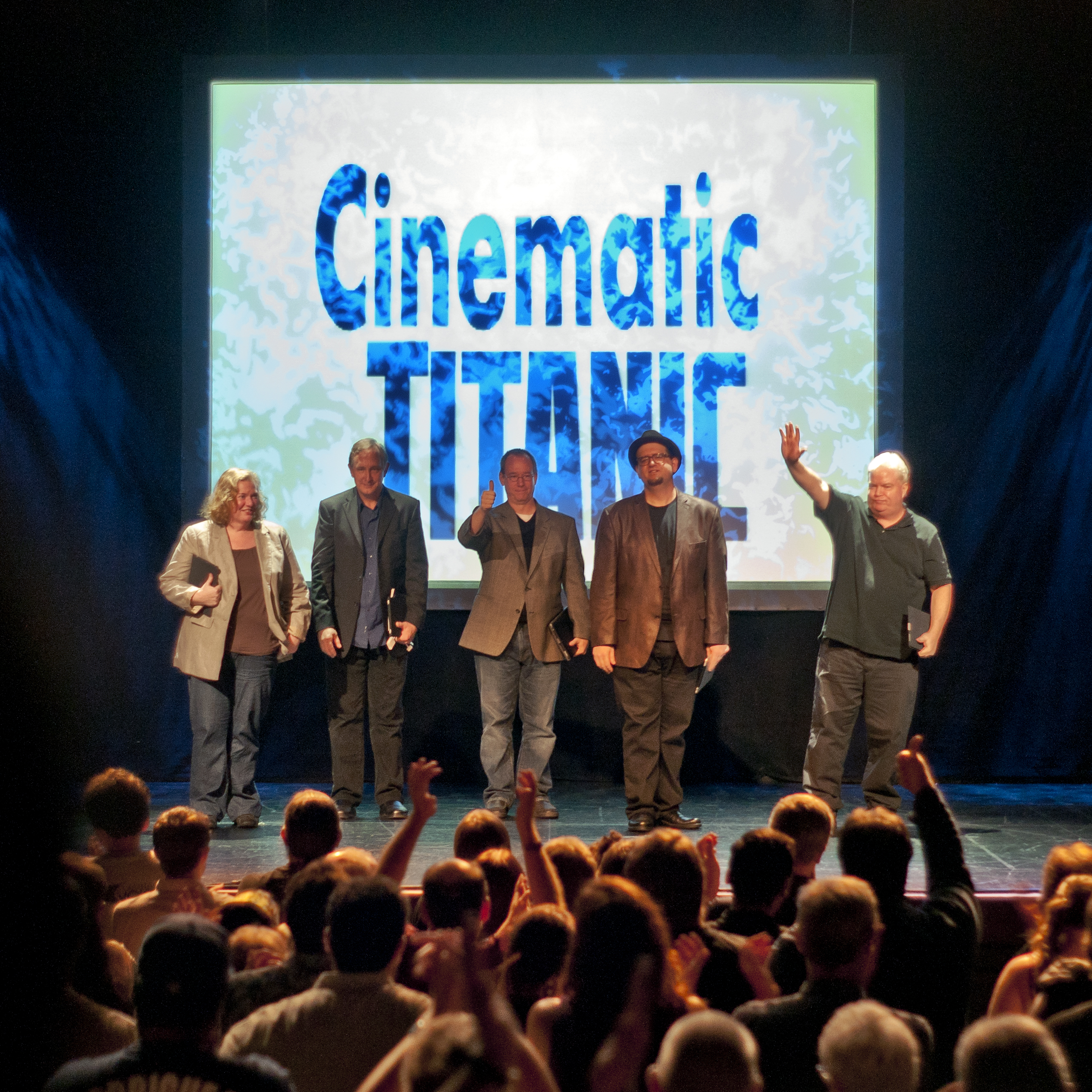
O elenco de Cinematic Titanic no Best Buy Theater em Nova York em 24 de setembro de 2019 riffing no filme East Meets Watts.

Mystery Science Theater 3000, geralmente abreviado como MST3K, é uma série de televisão cult de comédia criada por Joel Hogson, que mostra um homem e dois robôs presos em um satélite no espaço que são forçados a assistir filmes ruins. Hodgson originalmente interpretava o prisioneiro, Joel Robinson. Quando ele saiu em 1993, o principal escritor da série, Michael J. Nelson, o substituiu como a nova vítima dos filmes B, e continuou no papel até o fim da série. A série durou de 1988 até 1999, tendo 198 episódios (incluindo um especial longa - metragem) e fez grande sucesso de público e crítica. Ganhou um Peabody Award em 1993.
A série nunca foi exibida no Brasil, mas o longa-metragem para cinemas, Mystery Science Theater 3000: The Movie, foi dublado e exibido ocasionalmente através da Rede Globo e da TNT, sob o título O Filme Mais Idiota do Mundo.

## Premissa
Dois cientistas loucos, Dr. Clayton Forrester (Trace Beaulieu), e seu parceiro Dr. Laurence Erhardt (J. Elvis Weinstein), lançam Joel Robinson (Hogson) ao espaço e o forçam a assistir filmes B ruins. Fazem isso para calcular o quão ruim um filme precisa ser para enlouquer uma pessoa, e descobrir qual seria o filme-B perfeito para ser usado como arma no plano de dominação do mundo do Dr. Forrester. Na segunda temporada, Weinstein sairia da série e seria substituído por TV's Frank (Frank Conniff).
Preso no Satélite do Amor ("Satellite of Love, ou S.O.L., uma referência a uma música de Lou Reed), Joel constrói robôs para popular a nave (ele se sentia solitário, numa referência a um filme da década de 1970, Silent Running). Os robôs são Tom Servo (voz por Weinstein, substituído mais tarde por Kevin Wagner Murphy) e Crow T. Robot (voz por Beualieu, substituído mais tarde por Bill Corbett), que o acompanham durante as sessões de cinema; há também Gypsy (voz de Weinsten, mais tarde substituído por Jim Mallon, que por sua vez foi substituído por Patrick Brantseg), que não aparece em todos os episódios, mas controla as funções principais do Satélite do Amor (como manobrar a nave) e Cambot, que grava os experimentos. Ele só aparece nos créditos de abertura e ocasionalmente interage com os outros. Nos primeiros episódios, havia a aparição constante de Voz Mágica, uma voz feminina sem corpo, cuja função primária é anunciar o começo do primeiro intervalo comercial.
Quando o filme começa, as silhuetas de Joel, Tom e Crow são vistas no canto inferior da tela, fazendo piadas com o filme, "dublando" os personagens, revelando algum erro ou simplesmente ridicularizando o filme em si. Essa prática funciona, basicamente, para prevenir que eles enlouqueçam.
Antes ou depois dos intervalos comercial, Joel (e, mais tarde, Mike) e os robôs aparecem em algumas esquetes, geralmente relacionados com o filme que estão assistindo. Esses segmentos eventualmente apresentam "visitas" de personagens do filme, como Torgo de Manos: The Hands of Fate.
Muitos episódios também incluem exibições de curtas inadvertidamente cômicos - incluindo vídeos educativos ou promocionais - da década de 1950. Por exemplo: o vídeo de treinamento para vendedores da Chevrolet, e filmes para ensinarem crianças sobre postura ou higiene pessoal. Tornaram-se menos frequentes nos últimos episódios.

## História
Mystery Science Theater 3000 foi exibido pele primeira vez em um canal local das "Cidades Gêmeas" (Minneapolis e St Paul, Minnesota) - a KTMA-TV, uma estação UHF, entre 25 de novembro de 1988 até maio de 1989. A crise financeira do canal causou o cancelamento de MST3K, mas antes do seu encerramento, os criadores usaram uma coletânea de melhores episódios para convencer os executivos do Comedy Channel a exibir o programa. Foi um dos primeiros programas do canal, e ficou nele durante seis temporadas. Quando o Comedy Central cancelou o programa após uma sétima temporada relativamente curta, a legião de fãs de MST3K se manifestou através da Internet, com um abaixo-assinado de proporções descomunais sem precedentes pedindo para manter o programa na ativa. Também foi feita uma carta aberta publicada em uma página inteira da revista Daily Variety. Um contribuinte notável da campanha era o apresentador dos programas TV Personality e Biography, Jack Perkins, que foi parodiado em várias ocasiões na série. Esse esforço levou o Sci Fi Channel a colocar a série de volta no ar por mais três temporadas, com algumas mudanças no elenco.
O último episódio da série foi exibido em 8 de agosto de 1999, apesar de que um episódio produzido anteriormente foi o verdadeiro último inédito a ser exibido, em 12 de setembro de 1999. O Sci Fi Channel continuou a reprisar a série até o dia 31 de janeiro de 2004. No total, a série teve 198 episódios.
O período de exibição da série coincidiu com o aumento da Internet, e vários fãs (os chamados MSTies) criaram websites dedicados à série. A Internet também facilitou a troca de episódios gravados, uma prática que os criadores da série encorajavam, exibindo a frase "Continuem circulando as fitas!" durante os créditos de encerramento dos episódios das temporadas 2, 3 e 4. Antes da 5ª temporada começar, advogados os alertaram de que a frase poderia estar servindo como apologia à pirataria.
Foram feitas duas convenções de fãs oficiais em Minneapolis, comandada pela própria equipe de produção da série, a "ConventioCon ExpoFest-A-Rama" (1994) e "ConventioCon ExpoFest-A-Rama 2: Electric Bugaloo," (1996 - o subtítulo é uma referência ao filme Breakin' 2: Electric Boogaloo). Entre as celebridades que admiram o MST3K, estão os cineastas Steven Spielberg e Paul Schrader, o ex-Vice Presidente Al Gore, o crítico de cinema Richard Corliss, o comediante e músico "Weird Al" Yankovic, o ator Emilio Estevez, o repórter Keith Olbermann e Willian Corrêa, critico de cinema gaúcho.
Quando Joel Hodgson decidiu deixar a série durante a 5ª temporada, um episódio foi escrito, no qual o seu personagem escapou do Satélite do Amor (depois de ser forçado a assim o filme Mitchell, de Joe Don Baker). Joel escapou com a ajuda de Gypsy e Mike Nelson, um empregado do Dr. Forrester, depois de que eles descobriram uma nave de fuga (chamada Deus ex Machina) dentro de uma caixa. Para substituir Joel, o Dr. Forrestrer colocou Mike em seu lugar. Mike J. Nelson, escritor da série, ficou de 1993 até o fim da série. Houve muitas comparações entre Joel e Mike nos fóruns de discussão, mas a conclusão foi que cada um tem seus méritos.
Um especial, onde Mike e os robôs "malham" This Island Earth ("A Ilha da Terra"), foi lançado em 1996, durante uma pausa entre as temporadas 6 e 7. Infelizmente, a Universal Studios investiu uma pouquíssima renda no projeto, denominado Mystery Science Theater 3000: The Movie. O filme não teve uma distribuição muito ampla, sendo exibido em pouquíssimas cidades por pouco tempo. O resultado é que muitos fãs nem sabem da sua existência. O filme foi a única chance dos brasileiros de verem - de forma oficial - uma parte da série, visto que foi trazido no Brasil e dublado, mas não chegou a ser lançado em vídeo, sendo apenas exibido na televisão.
Antes da série mudar para o Sci Fi Channel, Trace Beaulieu, que interpretava Dr. Forrester e Crow, saiu da série. No seu lugar, veio Mary Jo Pehl, como Pearl Forrester, mãe do Dr. Forrester e seus ajudantes, o gorila Professor Bobo (inspirado em personagens de Planeta dos Macacos, interpretado por Murphy) e o Observador, um ser onisciente altamente envolvido em tudo, mas que não pode interferir em nada (referência ao Vigia da Marvel Comics, interpretado pelo roteirista Bill Corbett). Corbett também passou a manipular e dublar Crow. No meio da primeira tempora no Sci-Fi Channel, Mallon passou o cargo de interpretar Gypsy para Patrick Brantseg.
Inicialmente, os executivos do Sci-Fi Channel (que é um canal especializado em ficção científica) ordenou que todos os filmes exibidos na série deveriam se encaixar dentro da definição de ficção científica do canal (o que inclui horror e fantasia), ao invés dos vários estilos que eventualmente eram exibidos na versão no Comedy Channel. Mas na última temporada, essa restrição foi esquecida, e filmes como Girl in Gold Boots e Final Justice (de Joe Don Baker) foram exibidos. Em qualquer ocasião, o vasto acervo do canal provia uma quantidade gigantesca de filmes para ridicularizar.
Em uma edição da revista en:TV Guide, foi publicado um artigo listando os "25 Maiores Programas Cult de Todos os Tempos":
" 11º - Mystery Science Theater 3000 (1989-1999)
Um viajante do espaço e seus robôs espertalhões e bombas como O Cerébro Que Não Queria Morrer e The Killer Shrews.
Nível Cult: Mike Nelson, roteirista e estrela (substituto do criador Joel Hodgson) recentemente disse sobre uma platéia colegial: "Não tinha ninguém com mais de 25. Eu tive que perguntar, 'Aonde vocês estão vendo esse programa?'. Eu acho que nós tempos algum tipo de qualidade atemporal". (Fonte: TV Guide 30 de maio-5 de junho de 2004, "25 Top Cult Shows Ever!", página 32)
Entre os filmes mais notáveis que foram desmembrados na série, estão os infames Manos: The Hands of Fate ("Manos: As Mãos do Destino", considerado por muitos um dos piores filmes já feitos), Santa Claus Conquers the Martians ("Papai Noel Conquista os Marcianos), cinco filme do famoso monstro japonês Gamera, Red Zone Cuba (com John Carradine e Coleman Francis), Marooned (com Gregory Peck e Gene Hackman), Mitchell (com Joe Don Baker), Prince of Space, e Bride of the Monster, filme de Ed Wood. Muitos dos filmes eram editados para abrir espaço para comerciais e esquetes, uma prática que alguns espectadores suspeitam de que seja uma tática para corromper a continuidade dos filmes, dando uma aspecto mais ridículo (apesar de muitas dos cortes serem claros nas versões originais dos filmes).
Alguns vêem a era KTMA e a primeira temporada no Comedy Central como uma era separada, uma espécie de Genêse para a série, quando sua forma ainda estava sendo experimentada. A saída de Josh Weinstein, que interpretava o Dr.Erhardt e Tom Servo, marcou o fim dessa primeira fase do processo de desenvolvimento do programa. No começo da 2ª temporada, Frank Coniff substituiu Weinstein como TV's Frank, um personagem que ficaria até a 6ª temporada. Nesse ponto, Kevin Murphy passou a dublar Tom Servo, um papel que Murphy fez até o fim da série. A 2ª temporada trouxe outra mudança: os cenários do Satélite do Amor foram totalmente remodelados para um visual que seria mantido até o fim da estadia do programa no Comedy Central.

## DVD
Desde que o programa saiu do ar, em 2004 (sem sinais de que vá retornar), os fãs de MST3K se apoiam nos lançamentos em DVD da Rhino. Foram lançados 10 DVDs, cada um contendo um filme (um deles, contendo o filme Beginning of the End, foi descontinuado por problemas de direitos autorais), junto com 8 coletâneas. Essas coletâneas possuem 4 filmes e/ou curtas, sendo que eles podem contêr episódios de qualquer era. Há também uma coletânea de essenciais, contendo dois filmes (dois dos favoritos dos fãs, Manos: The Hands of Fate e Santa Claus Conquers the Martians) e uma coleção de curtas (disponível somente por encomenda diretamente para a Rhino). O filme, Mystery Science Theater 3000: The Movie, foi lançado em VHS e DVD em 1998, mas a versão em DVD não oferece nenhum extra ou cenas deletadas e foi retirado do mercado em 2000. Um fã produziu uma edição especial com cenas deletadas, trailers e outros extras, lançada em 2003. Cópias da versão oficial são consideradas raras, e são vendidas em sites como eBay e Amazon.com com preços de até U$100.
Recentemente, alguns fãs demonstraram insatisfação com a Rhino Home Video, graças à erros nos discos das coletâneas de volumes 7 e 8. Em um desses casos, a Rhino pronunciou-se oficialmente, dizendo que os erros eram da versão original da fita-mestra analógica e não poderiam ser consertados. Porque a Rhino lançaria um DVD contendo erros de áudio e vídeo evidentes sem mencionar nada é um dos fatos mais debatidos pelos fãs, sem contar que a Rhino poderia ter tentado obter cópias das versões disponíveis para transmissão na televisão. Segundo a Rhino, como um novo processo de remasterição para DVD consumiria outro processo de negociação de direitos autorais, o que atrasaria o lançamento de outros volumes da coleção.
Nenhum dos DVDs foi lançado na América Latina, e não há nenhum sinal de que um dia venham a ser lançados.